# Чернушка эвриала
Чернушка эвриала (лат. Erebia euryale) — дневная бабочка из семейства бархатниц, вид рода Erebia. Этимология латинского названия — Эвриала (греческая мифология) — одна из трех горгон.

## Описание
Длина переднего крыла бабочек 17—25 мм.

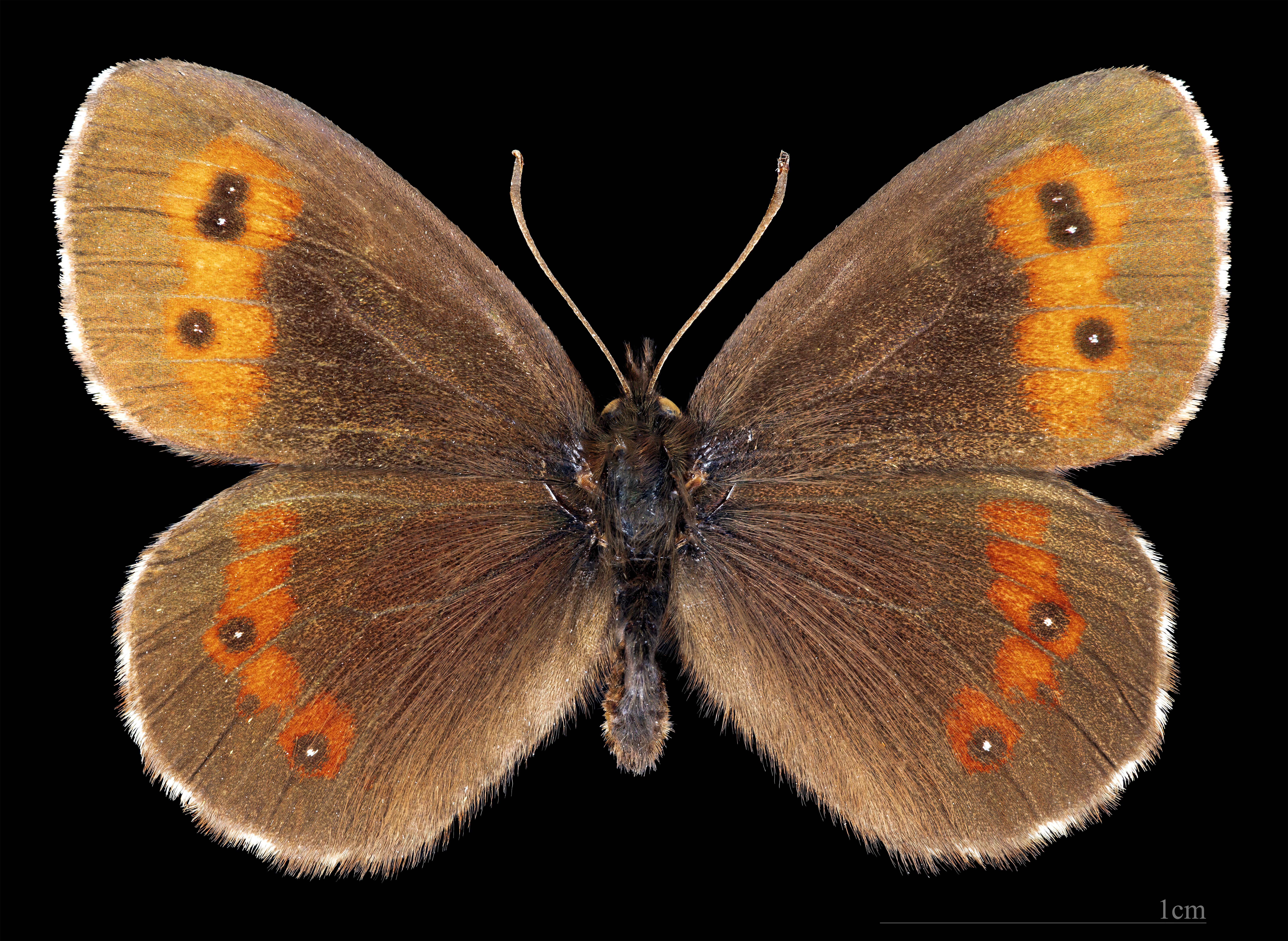
Erebia euryal adyte  ♂
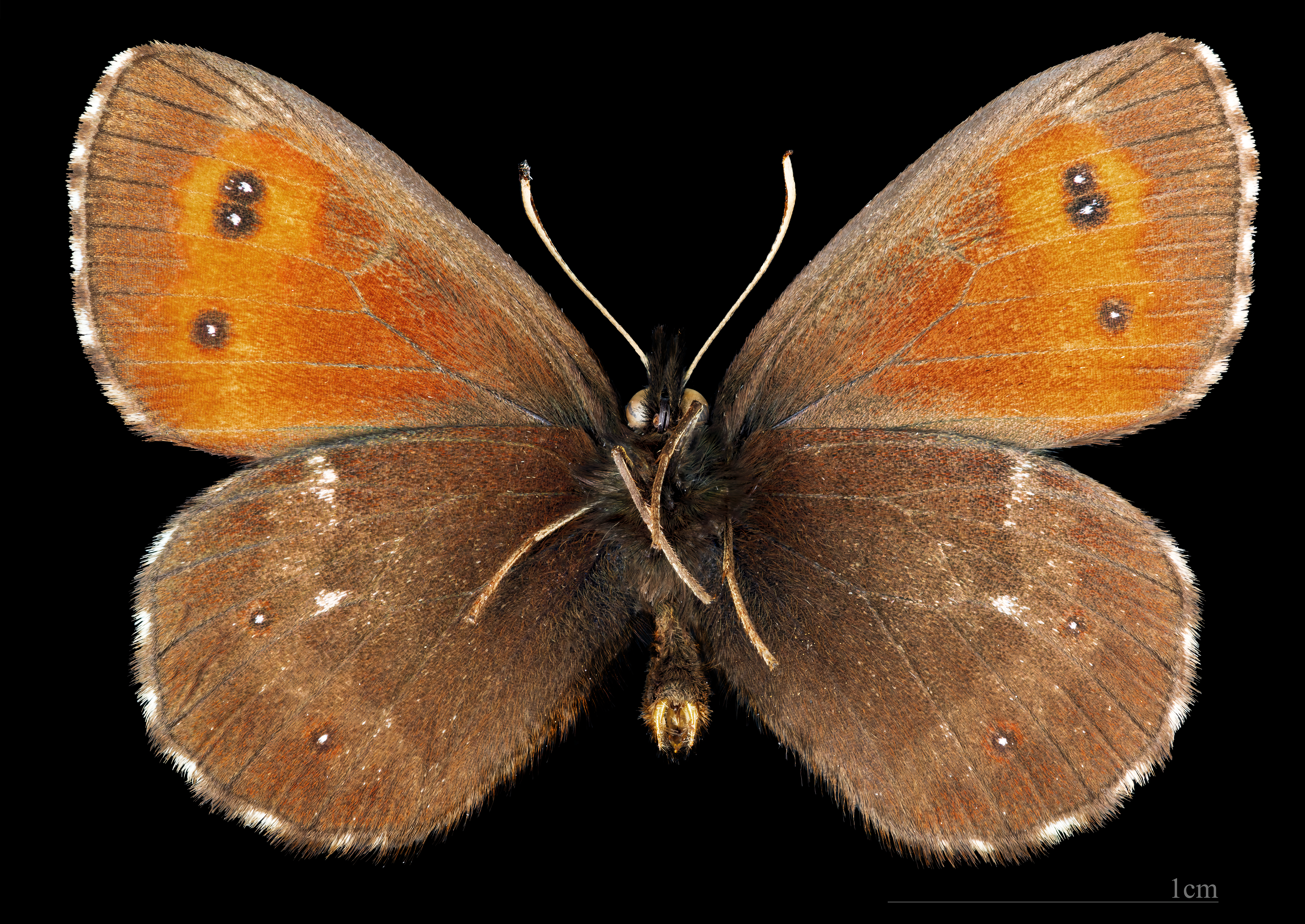
Erebia euryal adyte ♂   △

## Ареал
Пиренеи, Центральные Альпы, Кантабрийские горы, Карпаты, горы Балканского и Апеннинского полуостровов, таёжная зона и лесотундра России (от Карелии и Ярославской области до Урала, тундра от Архангельской области до Полярного Урала).
Бабочки населяют субальпийские разнотравные луга, хвойные (преимущественное еловые) редколесья, сырые луга и поляны в лесном поясе на высотах от 250 до 2100 м н.у.м.

## Биология

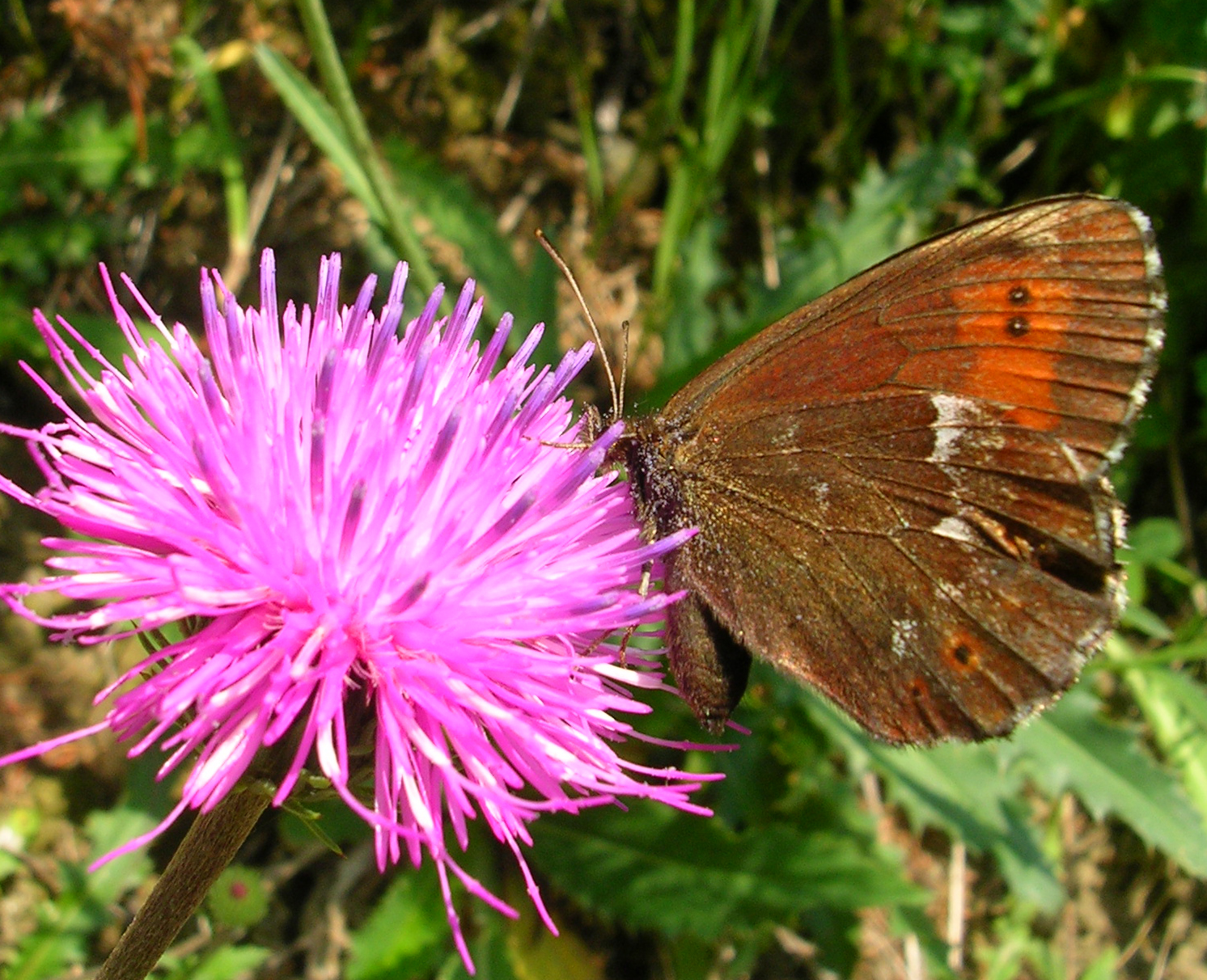
Нижняя сторона крыльев

Развивается за год в одном поколении. Время лёта бабочек — с конца июня по начало сентября. Пик численности бабочек приходится на конец июля. В Украинских Карпатах является обычным, часто многочисленным видом.
Гусеницы развиваются с августа и зимуют. Часть из них окукливается в июне, а другие завершают своё развитие в следующем году (частичный двухгодичный цикл).
Куколка свободная, находится на поверхности почвы в подстилке.
Кормовые растения гусениц: вейник, осока ржаво-коричневая, осока повислая, овсяница горная, овсяница овечья, овсяница красная, овсяница, бор развесистый, мятлик дубравный, мятлик.

## Замечания по систематике
В таежной зоне России обитает подвид Erebia euryale euryaloides Tengstrom, 1869, отличающийся от номинативного слепыми либо полностью отсутствующими глазками на широком коричнево-оранжевом поле. Бабочки из заполярных районов выделяют в подвид Erebia euryale arctica R. Poppius, 1906, отличающийся небольшими размерами, а также серебристо-серыми пятнами или перевязью на нижней стороне задних крыльев.
Две популяции с юго-восточной части Украинских Карпат (северо-восточный склон южного отрога Горган — хр. Свидовец на полонинах Драгобрат — северо-восточный склон горы Близница и Шаса (между горами Унгаряска и Тэмпа) на высоте 1300—1600 м н.у.м., а также Надворнянский р-н Ивано-Франковской обл., высота 900—1100 м н.у.м.) на основании различий в форме пятен постдискальной перевязи и форме вальвы, были выделены в 2004 году С.Л. Николаевым и Ю. П. Коршуновым в новый предполагаемый таксон Erebia polonina Nikolaev, 2004. Однако ряд ведущих украинских энтомологов, например, Чиколовец В. В., Плющ И. Г. считают подобное выделение необоснованным, а статус нового таксона сомнительным, склоняясь к версии, что, скорей всего, имело место описание одной из многочисленных форм этого вида.